# Nida Senff

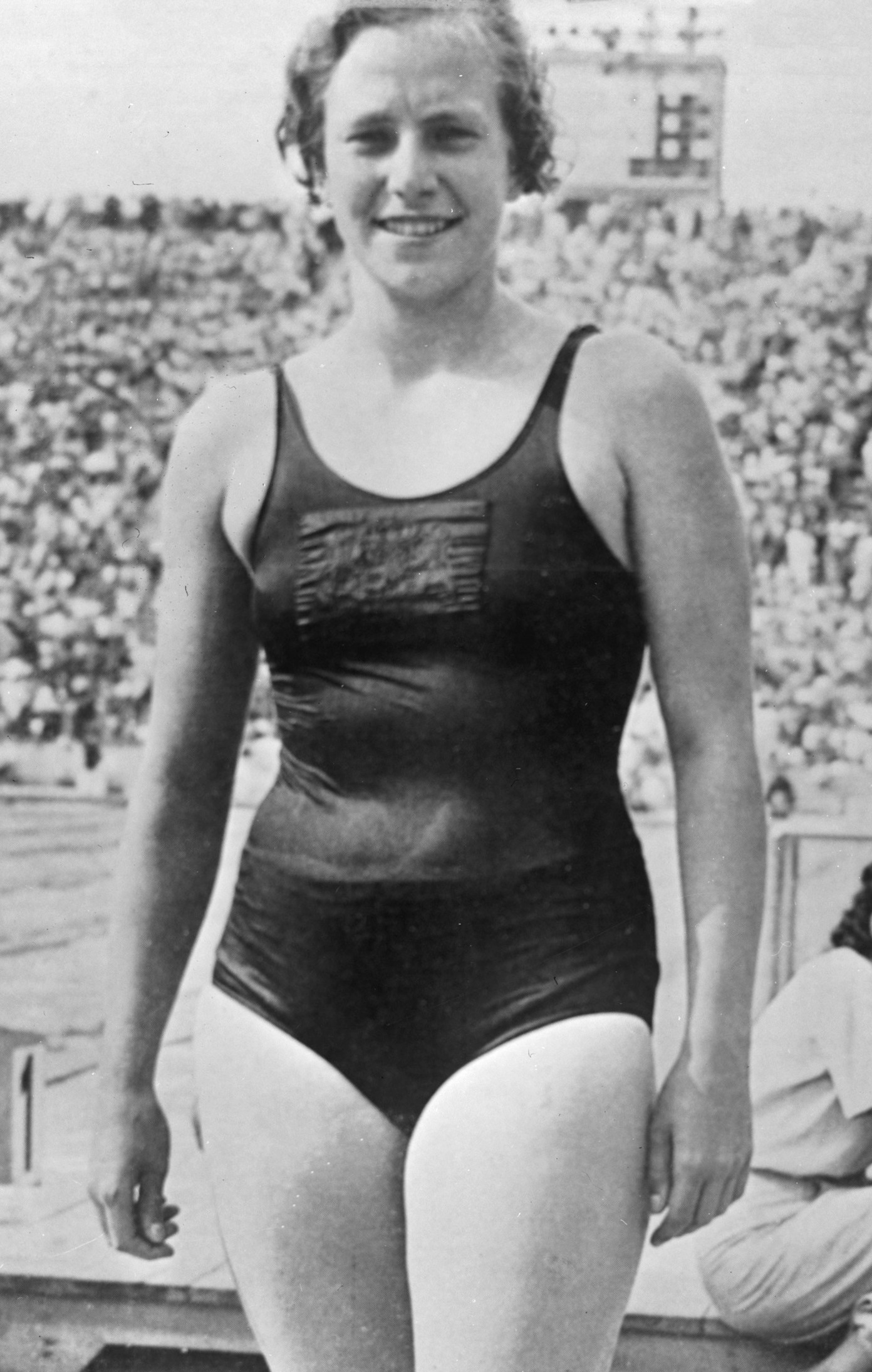
Nida Senff, 1936

Dina Willemina Jacoba (Nida) Senff (Rotterdam, 3 april 1920 – Amstelveen, 27 juni 1995) was een  zwemster, die een kortstondige zwemcarrière beleefde en Nederland eenmaal vertegenwoordigde bij de Olympische Spelen: 'Berlijn 1936'.
Senff verwierf internationale faam door bij haar eerste en enige Olympische Spelen een keerpunt te missen, terug te zwemmen om alsnog aan te tikken en vervolgens alsnog de finale van de 100 meter rugslag te winnen na een furieuze eindsprint, waarbij ze haar landgenote Rie Mastenbroek voorbij snelde: 1.18,9. In de series had Senff, lid van de Amsterdamsche Dames Zwemclub (ADZ), het olympisch record aangescherpt tot 1.16,6.
Senff won de Nederlandse titel op de 100 meter rugslag tweemaal: in 1935 (tijd 1.21,0) en 1937 (1.18,0). Daarnaast verbeterde ze op dat nummer tal van nationale en wereldrecords op de kortebaan (25 meter). Senff werd in 1983 opgenomen in de prestigieuze International Swimming Hall of Fame, de eregalerij van het internationale zwemmen.
Nadien werkte Senff onder meer voor de krant De Telegraaf als "zwemmedewerkster". Ze trouwde op 25 januari 1940 te Amsterdam met de voormalig Nederlands kampioen zwemmen Stans Scheffer, van wie ze later weer zou scheiden. Senff en Scheffer kregen in 1942 een zoon. Samen met haar echtgenoot schreef Senff het boek Wij zwemmen voor ons plezier.
1924: Sybil Bauer ·
1928: Marie Braun ·
1932: Eleanor Holm ·
1936: Nida Senff ·
1948: Karen Harup ·
1952: Joan Harrison ·
1956: Judy Grinham ·
1960: Lynn Burke ·
1964: Cathy Ferguson ·
1968: Kaye Hall ·
1972: Melissa Belote ·
1976: Ulrike Richter ·
1980: Rica Reinisch ·
1984: Theresa Andrews ·
1988: Kristin Otto ·
1992: Krisztina Egerszegi ·
1996: Beth Botsford ·
2000: Diana Mocanu ·
2004: Natalie Coughlin ·
2008: Natalie Coughlin ·
2012: Missy Franklin ·
2016: Katinka Hosszú ·
2020: Kaylee McKeown ·
2024: Kaylee McKeown